# 1436
| [ Edytuj tabelę ]                          | |
| Król Polski                                | - 1434 Władysław III Warneńczyk 1444 |
| Współksiążęta Andory                       | - 1416 Francesc de Tovia 1436 - 1412 Jan I 1436 - 1436 Gaston IV 1472 |
| Król Anglii                                | - 1422 Henryk VI 1461 |
| Król Aragonii i Walencji, hrabia Barcelony | - 1416 Alfons V Aragoński 1458 |
| Władca Azteków                             | - 1427 Itzcoatl 1440 |
| Elektor Brandenburgii                      | - 1415 Fryderyk I 1440 |
| Książę Bawarii-Ingolstadt                  | - 1413 Ludwik VII Brodaty 1443 |
| Książę Bawarii-Landshut                    | - 1393 Henryk XVI Bogaty 1450 |
| Książę Bawarii-Monachium                   | - 1397 Ernest 1438 |
| Książę Burgundii                           | - 1419 Filip III Dobry 1467 |
| Cesarz Bizancjum                           | - 1425 Jan VIII Paleolog 1448 |
| Sułtan Brunei                              | - 1433 Sulaiman 1473 |
| Cesarz Chin                                | - 1435 Zhu Qizhen 1449 |
| Król Cypru                                 | - 1432 Jan II 1458 |
| Król Czech                                 | - 1420 bezkrólewie 1436 - 1436 Zygmunt Luksemburski 1437 |
| Król Danii                                 | - 1396 Eryk Pomorski 1439 |
| Dalajlama                                  | - 1391 Gendun Drup 1474 |
| Władca Egiptu                              | - 1422 Barsbaj 1437 |
| Cesarz Etiopii                             | - 1434 Zara Jaykob Konstantyn 1468 |
| Król Francji                               | - 1422 Karol VII 1461 |
| Król Gruzji                                | - 1412 Aleksander 1442 |
| Hrabia Holandii                            | - 1433 Filip III Dobry (z Burgundii) 1467 |
| Władca Inków                               | - 1410 Viracocha 1438 |
| Cesarz Japonii                             | - 1428 Go-Hanazono 1464 |
| Kalif                                      | - 1414 Al-Mu’tadid II 1441 |
| Król Kastylii i Leónu                      | - 1406 Jan II Kastylijski 1454 |
| Patriarcha Konstantynopola                 | - 1416 Józef II 1439 |
| Władca Korei                               | - 1418 Sejong Wielki 1450 |
| Wielki książę litewski                     | - 1432 Zygmunt Kiejstutowicz 1440 |
| Cesarz Majapahitu                          | - 1429 Suhita 1447 |
| Sułtan Maroka                              | - 1421 Abdulhak II 1465 |
| Książę Mediolanu                           | - 1412 Filip Maria 1447 |
| Senior Monako                              | - 1436 Jan I 1454 |
| Wielki książę moskiewski                   | - 1425 Wasyl II Ślepy 1462 |
| Król Nawarry                               | - 1425 Blanka I z Nawarry i Jan II Aragoński 1441 |
| Król Norwegii                              | - 1396 Eryk Pomorski 1442 |
| Sułtan Omanu                               | - 1435 Abu al-Hasan 1451 |
| Elektor Palatynatu                         | - 1410 Ludwik III 1436 - 1436 Ludwik IV 1449 |
| Papież                                     | - 1431 Eugeniusz IV 1447 |
| Król Portugalii                            | - 1433 Edward I 1438 |
| Cesarz Rzymski (niemiecki)                 | - 1410 Zygmunt Luksemburski 1437 |
| Kapitanowie Regenci San Marino             | - 1435 Giovanni di Antonio Lunardini Ciono di Giovanni 1436 - 1436 Antonio di Simone Belluzzi Antonio Giannini 1436 - 1436 Francesco di Simone Belluzzi Michele di Giovanni 1437 |
| Despota Serbii                             | - 1429 Jerzy I Branković 1456 |
| Elektor Saksonii                           | - 1428 Fryderyk II Łagodny 1464 |
| Król Szkocji                               | - 1406 Jakub I 1437 |
| Król Szwecji                               | - 1396 Eryk XIII Pomorski 1439 |
| Król Tajlandii                             | - 1424 Borommaracha Thirat II 1448 |
| Sułtan Turków                              | - 1421 Murad II 1444 |
| Doża Wenecji                               | - 1423 Francesco Foscari 1457 |
| Król Węgier                                | - 1387 Zygmunt Luksemburski 1437 |
| Cesarz Wietnamu                            | - 1433 Lê Thái Tông 1442 |
| Wielki mistrz zakonu krzyżackiego          | - 1422 Paul Bellitzer von Russdorff 1441 |

Rok 1436 / MCDXXXVI
stulecia: XIV wiek ~
XV wiek ~
XVI wiek

lata: 1426 «
1431 «
1432 «
1433 «
1434 «
1435 «
1436
» 1437
» 1438
» 1439
» 1440
» 1441
» 1446

## Wydarzenia w Polsce
- Lokowano wieś Uherce.
- Władysław III Warneńczyk ufundował klasztor paulinów w Brdowie.

## Wydarzenia na świecie
- 25 marca – papież Eugeniusz IV dokonał poświęcenia katedry Santa Maria del Fiore we Florencji
- Podpisanie Kompaktatów praskich.

## Urodzili się
- 5 czerwca – Ludwik Sabaudzki, król Cypru (1459-1460), hrabia Genewy (1460-1482) (zm. 1482)
- 6 czerwca – Regiomontanus, niemiecki matematyk i astronom (zm. 1476)

- Data dzienna nieznana: 
  - Francisco Jiménez de Cisneros, kardynał hiszpański i arcybiskup Toledo (zm. 1517)
  - Leonardo Loredano, doża wenecki (zm. 1521).
  - Jan Ostroróg, doradca polskich królów, twórca i publicysta polityczny, autor dzieła Memoriał o urządzeniu Rzeczypospolitej (zm. 1501).
  - Elżbieta Rakuszanka, królowa polska i wielka księżna litewska (zm. 1505)
  - Tizoc, siódmy tlatoani (władca) Azteków (Méxicas) (zm. 1486)

## Zmarli
- 8 sierpnia – Tomasz z Chrobrza, polski duchowny katolicki, prawnik
- Paweł Włodkowic z rodu Dołęgów, uczony, pisarz religijny i polityczny, dyplomata, rektor Uniwersytetu Jagiellońskiego (zm. 1435 lub 1436; ur. ok. 1370)
- Wojciech Jastrzębiec, prymas Polski (ur. ok. 1362)